# Анн-Марі Ріндом
Анн-Марі Ріндом (дан. Anne-Marie Rindom, нар. 14 червня 1991) — данська яхтсменка, бронзова призерка Олімпійських ігор 2016 року, чемпіонка Олімпійських ігор 2021 року

## Виступи на Олімпіадах
| Олімпіада           | Дисципліна   | Місце |
| ------------------- | ------------ | ----- |
| Лондон 2012         | лазер радіал | 13    |
| Ріо-де-Жанейро 2016 | лазер радіал | 3     |
| Токіо 2021          | лазер радіал | 1     |
| Париж 2024          | лазер радіал | 2     |

## Зовнішні посилання
- Анн-Марі Ріндом — олімпійська статистика на сайті Sports-Reference.com (англ.) (архівна версія)